# Футбольне суперництво Англії та Шотландії
Футбольне суперництво між збірними Англії та Шотландії є найстарішим у світі. Вперше матч між цими командами був зіграний у 1872 році на «Гамільтон Кресент», Глазго. Шотландський націоналізм був фактором у прагненні шотландців перемогти Англію, а шотландські спортивні журналісти традиційно називали англійців «старим ворогом».
Газета The Guardian повідомляла, що «для мільйонів по обидва боки кордону зустріч є шансом за остаточну перемогу над ворогом». Станом на 2025 рік команди зіграли 116 матчів; Англія здобула 49 перемог, Шотландія — 41, 26 ігор закінчили внічию.

## Передісторія та ранні роки
Правила футболу були формалізовані та встановлені Футбольною асоціацією Англії в 1863 році. У 1870 році Чарльз Олкок, секретар Футбольної асоціації, оприлюднив їх у різних шотландських газетах, включаючи The Glasgow Herald, публічно зробивши виклик шотландським гравцям зіграти міжнародний матч проти Англії. Перший матч був описаний у Glasgow Herald як «великий міжнародний футбольний матч»
Хоча п'ять матчів, зіграних між 5 березня 1870 і 24 лютого 1872 року, наразі не визнані ФІФА офіційними, вони були організовані під егідою FA і були описані газетою The Scotsman як «міжнародні». У 1870 році Олкок навіть запропонував провести наступний міжнародний матч поблизу кордону Англії та Шотландії, у легкодоступному місці для обох команд, але відповідь не отримав.
Неофіційні матчі Англія — Шотландія 1870–72 років
| Дата                   | стадіон                | Англія — Шотландія |
| ---------------------- | ---------------------- | ------------------ |
| 5 березня 1870 року    | Кенінгтон Овал, Лондон | 1:1                |
| 19 листопада 1870 року | Кенінгтон Овал, Лондон | 1:0                |
| 25 лютого 1871 року    | Кенінгтон Овал, Лондон | 1:1                |
| 17 листопада 1871 року | Кенінгтон Овал, Лондон | 2:1                |
| 24 лютого 1872 року    | Кенінгтон Овал, Лондон | 1:0                |

У 1872 році був узгоджений матч з командою Глазго «Квінз Парк», яка представляла Шотландію.

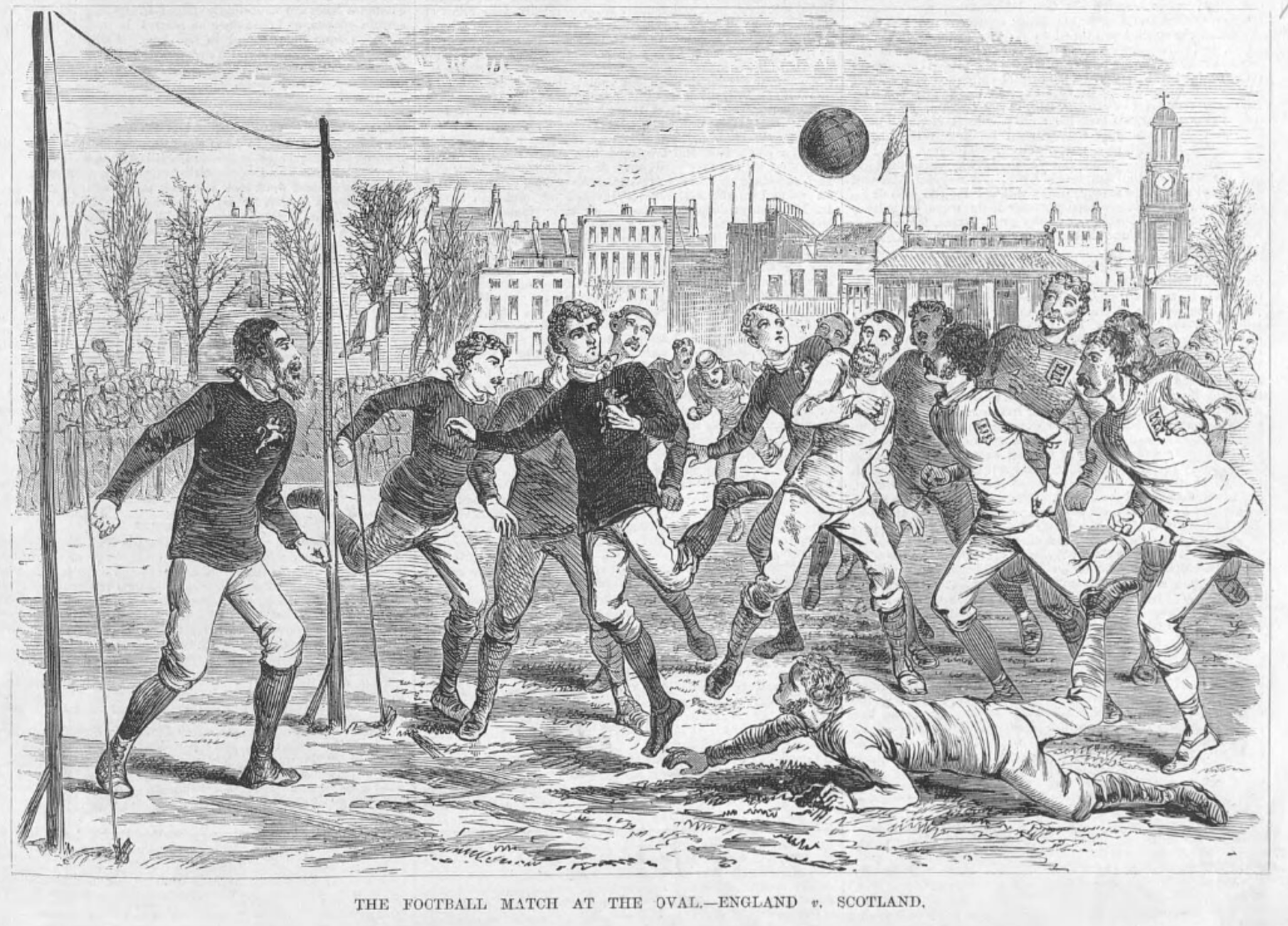
У квітні 1879 року Англія обіграла Шотландію з рахунком 5:4 на «Овалі».

За даними газети The Scotsman від 2 грудня 1872 року, в Шотландії було лише близько десяти футбольних клубів. Ці ранні міжнародні матчі допомогли підвищити популярність футболу в Шотландії. Перший офіційний матч відбувся 30 листопада 1872 року, у національний день Шотландії, День святого Андрія, і відбувся на «Гамільтон Кресент» в Партіку. Команда Шотландії повністю складалася з гравців з «Квінз Парк», найуспішнішого шотландського клубу того періоду. Гра завершилася нічиєю 0:0, за якою спостерігав натовп із 4 000 осіб, які заплатили по шилінгу за вхід.
Перший гол у протистояннях збірних забив англієць Вільям Кеньйон-Слейні у наступній грі на Овалі, першому офіційному матчі між ними в Англії, який англійці виграли з рахунком 4:2 8 березня 1873 року. Після цього подібні матчі стали щорічною подією, яка проходила в Англії чи Шотландії. Шотландія здобула свою першу перемогу в матчі 1874 року, знову зіграному на «Гамільтон Кресент», де вони перемогли Англію з рахунком 2:1. Пізніше, у 1870-х роках, Шотландія виграла матч тричі поспіль, включаючи перемогу з рахунком 7:2 у грі 1878 року, яка і досі залишається найбільшою для шотландців у цьому протистоянні.

## Щорічна серія
Від першого матчу наприкінці 1872 року Англія та Шотландія грали один з одним навесні кожного року (за винятком Першої та Другої світових воєн) до 1989 року. З 1884 по 1984 рік цей матч був головною подією щорічного домашнього чемпіонату Великої Британії, який грали між Англією, Шотландією, Уельсом та Північною Ірландією. Завдяки місткості «Гемпден Парку» в цей період, матч збирав велику кількість вболівальників, включаючи європейський рекорд відвідуваності 149 415 у 1937 році (хоча матч не мав турнірного значення, оскільки Уельс вже достроково виграв турнір).
Після скасування домашнього чемпіонату Великобританії в 1984 році, щорічний матч Англія — Шотландія тривав у формі Кубка Роуза до 1989 року.
Єдиний виняток із цієї схеми щорічних матчів навесні був 1973 року, коли було дві гри. Першою грою цього року був товариський матч, присвячений сторіччю Шотландської футбольної асоціації. У 1902 році було також проведено два матчі, але це сталося тому, що першу гру довелося припинити через першу трагедію на стадіоні «Айброкс». Британський домашній чемпіонат також був відбором для трьох міжнародних турнірів — чемпіонатів світу 1950 і 1954 років та чемпіонату Європи 1968 року.

### 1928 рік
Збірна Шотландії 1928 року, яка перемогла Англію з рахунком 5:1 на «Вемблі», отримала прізвисько Wembley Wizards. Матч мав незвичайний фон: Англія та Шотландія були двома традиційно домінуючими країнами в британському домашньому чемпіонаті, але жодній із них не вдалося перемогти ні Ірландію, ні Уельс у своїх перших двох іграх тогорічного чемпіонату. Шотландці завдяки хет-трику Алекса Джексона і дубля Алекса Джеймса змогли розгромити англійців з рахунком 5:1, за яких гол престижу забив Боб Келлі.
| 31 березня 1928 12:30 |

| Англія    | 1–5 | Шотландія                            |
| --------- | --- | ------------------------------------ |
| Келлі 89' |     | Джексон 3', 65', 86' Джеймс 44', 67' |

| «Вемблі», Лондон Глядачів: 80,868 Арбітр: Вільям Белл (Шотландія) |

### 1961 рік
У грі 1961 року Шотландія зазнала найбільшої поразки в протистояннях. Невдала гра голкіпера збірної Шотландії Френка Геффі сприяла створенню англійського стереотипу про поганих шотландських воротарів. Втім гравці збірної Англії Джиммі Армфілд та Джонні Гейнс наполягали, що результат більшою мірою пов'язаний із якістю їхньої гри у нападі, і що Геффі не міг зробити нічого іншого, щоб запобігти цим голам.
| 15 квітня 1961 |

| Англія                         | 9–3 | Шотландія    |
| ------------------------------ | --- | ------------ |
| Грівз Сміт Гейнс Дуглас Робсон |     | Макай Вілсон |

| «Вемблі», Лондон |

### 1967 рік
Англія виграла домашній чемпіонат світу 1966 року менше ніж за рік до гри 1967 року і не програвала в 19 іграх. Незважаючи на те, що чотири гравці «Селтика» виграли Кубок європейських чемпіонів місяць по тому, а також шотландці мали таких зірок, як Деніс Лоу, Джим Бакстер та Біллі Бремнер, Шотландія була величезним аутсайдером гри. Шотландія швидко вийшла вперед завдяки голу Лоу, а Боббі Леннокс зробив рахунок 2:0 за 12 хвилин до кінця. Англії дещо завадило те, що Джек Чарльтон отримав травму на початку гри. Головний тренер Англії Альф Ремзі не зміг замінити Чарльтона і тому вирішив використати його в незнайомій ролі центрфорварда. За іронією долі Чарльтон забив перший гол Англії, однак незабаром Шотландія відновила перевагу в два м'ячі — Джим Маккалліог зробив рахунок 3:1. Джефф Герст забив пізній гол і встановив остаточний рахунок 3:2 на користь Шотландії.

Після цього матчу шотландці жартівливо заявляли, що ця перемога зробила їх неофіційними чемпіонами світу. Однак, врешті-решт, саме Англія вийшла на чемпіонат Європи 1968 року завдяки результатам в інших матчах домашнього чемпіонату.
| 15 квітня 1967 15:00 |

| Англія                     | 2–3      | Шотландія                          |
| -------------------------- | -------- | ---------------------------------- |
| Дж. Чарльтон 84' Герст 88' | Протокол | Лоу 27' Леннокс 78' Маккалліог 87' |

| «Вемблі», Лондон Глядачів: 99,063 Арбітр: Герхард Шуленбург (ФРН) |

### 1977 рік
Наприкінці матчу 1977 року шотландські вболівальники вторглися на поле, пошкодивши його та зруйнувавши стійки воріт. Сам поєдинок став тріумфом для нового тренера збірної Шотландії Аллі Маклауда і сприяв почуттю оптимізму, яке виникло щодо участі Шотландії у чемпіонаті світу 1978 року. Гордон Макквін відкрив рахунок наприкінці першого тайму потужним ударом зі штрафного з лівого боку. Кенні Далгліш подвоїв перевагу Шотландії, перш ніж Англія забила втішний гол наприкінці гри із пенальті, виконаного Майком Ченноном. Поразка прискорила кінець перебування Дона Реві на посаді головного тренера збірної Англії.
| 4 червня 1977 |

| Англія            | 1–2      | Шотландія               |
| ----------------- | -------- | ----------------------- |
| Ченнон 87' (пен.) | Протокол | Макквін 42' Далгліш 60' |

| «Вемблі», Лондон Арбітр: Карой Палотаї (Угорщина) |

## Матчі після закінчення щорічної серії

### Євро-1996
У грудні 1995 року, незважаючи на чутки ЗМІ про те, що УЄФА навмисно розведе ці дві збірні під час жеребкування, Англія та Шотландія потрапили в одну групу на чемпіонат Європи 1996 року, який приймала Англія. Це жеребкування викликало багато коментарів і очікувань у підготовці до чемпіонату, особливо тому, що це була перша зустріч між двома командами за сім років, а квитки на гру були розпродані протягом двох днів після жеребкування. Матч набув ще більшого значення для обох команд, коли Англія та Шотландія у першому турі зіграли внічию зі Швейцарією та Нідерландами відповідно і ще більше потребували перемоги, щоб збільшити свої шанси на вихід з групи.
Матч відбувся на стадіоні «Вемблі» в суботу, 15 червня 1996 року. Перед грою національний гімн Шотландії «Квітка Шотландії» був повністю заглушений освистуванням англійських глядачів. Перший тайм закінчився з рахунком 0:0, хоча Шотландія мала кращі шанси. Вихід Джеймі Реднаппа в збірній Англії на заміну в другому таймі допоміг перевернути матч на користь Англії, і вони вийшли вперед завдяки голу Алана Ширера. Шотландці отримали право на пенальті на 76-й хвилині після фолу Тоні Адамса над Гордоном Дьюрі, але удар Гері Макаллістера відбив голкіпер Англії Девід Сімен. Невдовзі після цього Пол Гаскойн, який грав у Шотландії за клуб «Рейнджерс» з Глазго, забив другий гол за збірну Англії, перекинувши м'яч через шотландського захисника Коліна Гендрі. У 2006 році, за рік до того, як він став прем'єр-міністром, Гордон Браун викликав критику в Шотландії, коли повідомив, що гол Гаскойна був одним із його улюблених моментів у футболі, хоча згодом Браун заперечував це.

У третьому турі Шотландія обіграла Швейцарію з рахунком 1:0 завдяки голу Еллі Маккойста, а Англія, яка вийшла вперед з рахунком 4:0 в паралельному матчі, ненадовго дала шотландцям надію на вихід обох британських команд до плей-оф, але гол Патріка Клюйверта в кінцівці грі встановив остаточний рахунок 4:1, який означав, що Шотландія поступилась «помаранчевим» через гіршу різницю голів і залишила турнір. Згодом газета Guardian прокоментувала, що «радість уболівальників Англії була повною, коли Клюйверт забив гол англійцям і тим самим позбавив Шотландію місця у чвертьфіналі».
| 15 червня 1996 15:00 |

| Шотландія | 0–2      | Англія                    |
| --------- | -------- | ------------------------- |
|           | Протокол | - Ширер 53' - Гаскойн 79' |

| «Вемблі», Лондон Глядачів: 76,864 Арбітр: П'єрлуїджі Пайретто (Італія) |

### Плей-оф відбору на Євро-2000
Гра на Євро-96 спонукала деяких закликати до відновлення регулярних матчів між збірними, але цього не сталося. Команди зустрілися лише через три роки, у 1999 році, коли вони знову зіграли разом на чемпіонаті Європи; цього разу у відбірковому плей-оф до турніру 2000 року, після того як обидві команди посіли друге місце у своїх кваліфікаційних групах.

Плей-оф складався з двох матчів, перший пройшов у Шотландії на «Гемпден Парку» в суботу, 13 листопада 1999 року, а матч-відповідь на «Вемблі» через чотири дні. Перший матч був першим поєдинком, в якому команди зіграли в Шотландії за десять років. Англія виграла цей матч з рахунком 2:0, обидва голи забив Пол Скоулз. Після гри виникли проблеми з натовпом, і 51 людина була заарештована в центрі міста Глазго після бійки між фанатами. У другому матчі Шотландія виграла з рахунком 1:0 завдяки голу Дона Гатчісона, але більше забити не змогла і Англія вийшла у фінальну стадію турніру, вигравши 2:1 за сумою двох матчів.
| 13 листопада 1999 14:00 UTC+0 |

| Шотландія | 0–2      | Англія            |
| --------- | -------- | ----------------- |
|           | Протокол | - Скоулз 21', 42' |

| Гемпден-Парк, Глазго Глядачів: 50,132 Арбітр: Мануель Діас Вега (Іспанія) |

| 17 листопада 1999 20:00 UTC+0 |

| Англія | 0–1      | Шотландія      |
| ------ | -------- | -------------- |
|        | Протокол | - Гатчісон 39' |

| «Вемблі», Лондон Глядачів: 75,848 Арбітр: П'єрлуїджі Колліна (Італія) |

### Товариські матчі 2013 і 2014 року
На початку 21-го століття з'явилися пропозиції, що домашній чемпіонат слід відновити, або, принаймні, щоб матч Англія проти Шотландії відбувався більш регулярно. Були деякі припущення, що Англія запросить Шотландію на матч-відкриття нового стадіону «Вемблі» у 2007 році, але цього не сталося. Далі йшли розмови про організацію одноразового матчу Англія — Шотландія в кінці сезону 2007/08, але тренер збірної Шотландії Джордж Берлі був проти цього часу, і матч не був організований.

16 червня 2012 року Футбольна асоціація оголосила, що Англія зіграє зі Шотландією в серпні 2013 року в рамках святкування 150-річчя. Англія виграла цей товариський матч з рахунком 3:2, хоча Шотландія двічі виходила вперед.
| 14 серпня 2013 20:00 Товариський матч |

| Англія                             | 3–2      | Шотландія               |
| ---------------------------------- | -------- | ----------------------- |
| Волкотт 29' Велбек 53' Ламберт 70' | Протокол | Моррісон 11' Міллер 49' |

| «Вемблі», Лондон Глядачів: 80,485 Арбітр: Фелікс Брих (Німеччина) |

У липні 2014 року було оголошено, що матч-відповідь буде зіграно на «Селтік Парк» 18 листопада 2014 року, оскільки опція матчу-відповіді була включена в контракт на товариський матч у серпні 2013 року. У цій грі дубль Вейна Руні приніс перемогу збірній Англії з рахунком 3:1.
| 18 листопада 2014 20:00 Товариський матч |

| Шотландія     | 1–3      | Англія                              |
| ------------- | -------- | ----------------------------------- |
| Робертсон 83' | Протокол | Окслейд-Чемберлен 32' Руні 47', 85' |

| "Селтік-парк", Глазго Глядачів: 55,000 Арбітр: Юнас Ерікссон (Швеція) |

### Кваліфікація ЧС-2018
Дві команди потрапили разом до групи F у кваліфікації до чемпіонату світу 2018 року. 11 листопада 2016 року Англія на «Вемблі» обіграла Шотландію з рахунком 3:0. У матчі-відповіді Лі Гріффітс забив два пізніх голи, щоб вивести Шотландію вперед з рахунком 2:1, але Гаррі Кейн забив у доданий час і встановив остаточний рахунок 2:2. Нічия у Словенії у фінальній грі відбору поклала край сподіванням шотландців на вихід у плей-офф — шотландці у своїй групі посіли третє місце, пропустивши вперед Англію та Словаччину. Зі Словаччиною шотландці набрали рівну кількість очок, але поступилися їм за особистими зустрічами.
| 11 листопада 2016 20:45 (19:45 UTC±0) Відбір на ЧС-2018 |

| Англія                              | 3–0      | Шотландія |
| ----------------------------------- | -------- | --------- |
| Старрідж 23' Лаллана 50' Кегілл 61' | Протокол |           |

| «Вемблі», Лондон Глядачів: 87,258 Арбітр: Джюнейт Чакир (Туреччина) |

| 10 червня 2017 17:00 Відбір на ЧС-2018 |

| Шотландія         | 2–2      | Англія                           |
| ----------------- | -------- | -------------------------------- |
| Гріффітс 87', 90' | Протокол | Окслейд-Чемберлен 70' Кейн 90+3' |

| Гемпден-Парк, Глазго Глядачів: 48,520 Арбітр: Паоло Тальявенто (Італія) |

### Євро-2020
Наступного разу команди зустрілися 18 червня 2021 року на «Вемблі» в групі D Євро-2020, який був відкладений через пандемію COVID-19 на один рік. Матч завершився нульовою нічиєю, втім у інших іграх групи шотландці зазнали поразки від Чехії та Хорватії і посіли останнє місце, в той час як англійці здобули дві перемоги і посіли перші місце, дійшовши в підсумку аж до фіналу турніру.
| 18 червня 2021 22:00 (20:00 UTC+1) |

| Англія | 0 – 0    | Шотландія |
| ------ | -------- | --------- |
|        | Протокол |           |

| Вемблі, Лондон Глядачів: 20 306 Арбітр: Антоніо Матео Лаос (Іспанія) |

### Матч до 150-ї річниці спадщини
| 12 вересня 2023 20:45 (19:45 UTC+1) 150-а річниця спадщини |

| Шотландія          | 1–3      | Англія                                 |
| ------------------ | -------- | -------------------------------------- |
| - Магвайр 67' (аг) | Протокол | - Фоден 32' - Беллінгем 35' - Кейн 81' |

| Гемпден-Парк, Глазго Глядачів: 49 129 Арбітр: Давіде Масса (Італія) |

## Рекорди
Англія та Шотландія грали між собою більше, ніж будь-яка інша збірна, зігравши 116 офіційних матчів. Англія має кращий результат, здобувши на 2025 рік 49 перемог проти 41 у Шотландії. Також у цьому дербі було 26 нічиїх, лише чотири з яких були безгольовими. Перший і другий з цих матчів розділяли 98 років. Англія забила 195 голів проти 171 у Шотландії.. Найбільшою перемогою була перемога Англії з рахунком 9:3 у 1961 році, тоді як найбільша перемога Шотландії була 7:2 у 1878 році. Рекорд відвідуваності 149 415, що також є європейським рекордом відвідуваності, було встановлено в «Гемпден-Парку» в 1937 році.
Шотландія довгий час утримувала перевагу за кількістю перемог, оскільки здобула десять перемог у перших 16 матчах. Шотландія, набагато менша країна з точки зору населення, була кращою в цей період, тому що футбол розвивався раніше, як показали шотландські професори, які переїхали грати в англійську професійну лігу наприкінці 1880-х років (хоча самі ці гравці не були у збірній, оскільки Шотландія відмовлялася залучати шотландців, які проживають в Англії до 1896 року). Шотландія також домінувала в 1920-х і 30-х роках, а до Другої світової війни мала 29 перемог у серії проти 19 перемог Англії. Англія почала домінування після війни: з тих пір Шотландія виграла лише 12 матчів. Шотландці дійсно виграли три ігри з чотирьох з 1974 по 1977 рік, але програли кожну іншу зустріч у 1970-х і виграли лише три рази (порівняно з 13 перемогами англійців) з 1977 року. Англія вийшла вперед вперше в історії, перемігши в 1983 році.

### Перелік усіх матчів
Рахунки та результати першими показують забиті голи Шотландії
| Дата              | Місце                                 | Результат | Турнір                                   | Примітки   |
| ----------------- | ------------------------------------- | --------- | ---------------------------------------- | ---------- |
| 30 листопада 1872 | «Гамільтон Кресент», Партік           | 0–0       | Товариський матч                         |            |
| 8 березня 1873    | «Овал», Лондон                        | 2–4       | Товариський матч                         |            |
| 7 березня 1874    | «Гамільтон Кресент», Партік           | 2–1       | Товариський матч                         |            |
| 6 березня 1875    | «Овал», Лондон                        | 2–2       | Товариський матч                         |            |
| 4 березня 1876    | «Гамільтон Кресент», Партік           | 3–0       | Товариський матч                         |            |
| 3 березня 1877    | «Овал», Лондон                        | 3–1       | Товариський матч                         |            |
| 2 березня 1878    | «Гемпден-Парк» (I), Глазго            | 7–2       | Товариський матч                         |            |
| 5 квітня 1879     | «Овал», Лондон                        | 4–5       | Товариський матч                         |            |
| 13 березня 1880   | «Гемпден-Парк» (I), Глазго            | 5–4       | Товариський матч                         |            |
| 12 березня 1881   | «Овал», Лондон                        | 6–1       | Товариський матч                         |            |
| 11 березня 1882   | «Гемпден-Парк» (I), Глазго            | 5–1       | Товариський матч                         |            |
| 10 березня 1883   | «Бремолл Лейн», Шеффілд               | 3–2       | Товариський матч                         |            |
| 15 березня 1884   | «Кеткін Парк», Кроссгілл              | 1–0       | 1884 Домашній чемпіонат Великої Британії |            |
| 21 березня 1885   | «Овал», Лондон                        | 1–1       | 1885 Домашній чемпіонат Великої Британії |            |
| 27 березня 1886   | «Гемпден-Парк» (II), Глазго           | 1–1       | 1886 Домашній чемпіонат Великої Британії |            |
| 19 березня 1887   | «Лімінгтон Роад», Блекберн            | 3–2       | 1887 Домашній чемпіонат Великої Британії |            |
| 17 березня 1888   | «Гемпден-Парк» (II), Глазго           | 0–5       | 1888 Домашній чемпіонат Великої Британії |            |
| 13 квітня 1889    | «Овал», Лондон                        | 3–2       | 1889 Домашній чемпіонат Великої Британії |            |
| 5 квітня 1890     | «Гемпден-Парк» (II), Глазго           | 1–1       | 1890 Домашній чемпіонат Великої Британії |            |
| 4 квітня 1891     | «Івуд Парк», Блекберн                 | 1–2       | 1891 Домашній чемпіонат Великої Британії |            |
| 2 квітня 1892     | «Айброкс Парк», Говань                | 1–4       | 1892 Домашній чемпіонат Великої Британії |            |
| 1 квітня 1893     | «Атлетік Граунд», Ричмонд             | 2–5       | 1893 Домашній чемпіонат Великої Британії |            |
| 7 квітня 1894     | «Селтік-парк», Глазго                 | 2–2       | 1894 Домашній чемпіонат Великої Британії |            |
| 6 квітня 1895     | «Гудісон Парк», Ліверпуль             | 0–3       | 1895 Домашній чемпіонат Великої Британії |            |
| 4 квітня 1896     | «Селтік-парк», Глазго                 | 2–1       | 1896 Домашній чемпіонат Великої Британії |            |
| 3 квітня 1897     | «Крістал Пелес», Лондон               | 2–1       | 1897 Домашній чемпіонат Великої Британії |            |
| 2 квітня 1898     | «Селтік-парк», Глазго                 | 1–3       | 1898 Домашній чемпіонат Великої Британії |            |
| 8 квітня 1899     | «Вілла Парк», Бірмінгем               | 1–2       | 1899 Домашній чемпіонат Великої Британії |            |
| 7 квітня 1900     | «Селтік-парк», Глазго                 | 4–1       | 1900 Домашній чемпіонат Великої Британії |            |
| 30 березня 1901   | «Крістал Пелес», Лондон               | 2–2       | 1901 Домашній чемпіонат Великої Британії |            |
| 3 травня 1902     | «Вілла Парк», Бірмінгем               | 2–2       | 1902 Домашній чемпіонат Великої Британії | [ note 1 ] |
| 4 квітня 1903     | «Бремолл Лейн», Шеффілд               | 2–1       | 1903 Домашній чемпіонат Великої Британії |            |
| 9 квітня 1904     | «Селтік-парк», Глазго                 | 0–1       | 1904 Домашній чемпіонат Великої Британії |            |
| 1 квітня 1905     | «Крістал Пелес», Лондон               | 0–1       | 1905 Домашній чемпіонат Великої Британії |            |
| 7 квітня 1906     | «Гемпден-Парк», Глазго                | 2–1       | 1906 Домашній чемпіонат Великої Британії |            |
| 6 квітня 1907     | «Сент-Джеймс Парк», Ньюкасл-апон-Тайн | 1–1       | 1907 Домашній чемпіонат Великої Британії |            |
| 4 квітня 1908     | «Гемпден-Парк», Глазго                | 1–1       | 1908 Домашній чемпіонат Великої Британії |            |
| 3 квітня 1909     | «Крістал Пелес», Лондон               | 0–2       | 1909 Домашній чемпіонат Великої Британії |            |
| 2 квітня 1910     | «Гемпден-Парк», Глазго                | 2–0       | 1910 Домашній чемпіонат Великої Британії |            |
| 1 квітня 1911     | «Гудісон Парк», Ліверпуль             | 1–1       | 1911 Домашній чемпіонат Великої Британії |            |
| 23 березня 1912   | «Гемпден-Парк», Глазго                | 1–1       | 1912 Домашній чемпіонат Великої Британії |            |
| 5 квітня 1913     | «Стемфорд Бридж», Лондон              | 0–1       | 1913 Домашній чемпіонат Великої Британії |            |
| 4 квітня 1914     | «Гемпден-Парк», Глазго                | 3–1       | 1914 Домашній чемпіонат Великої Британії | [ note 2 ] |
| 10 квітня 1920    | «Гіллсборо», Шеффілд                  | 4–5       | 1920 Домашній чемпіонат Великої Британії | [ note 2 ] |
| 9 квітня 1921     | «Гемпден-Парк», Глазго                | 3–0       | 1921 Домашній чемпіонат Великої Британії |            |
| 8 квітня 1922     | «Вілла Парк», Бірмінгем               | 1–0       | 1922 Домашній чемпіонат Великої Британії |            |
| 14 квітня 1923    | «Гемпден-Парк», Глазго                | 2–2       | 1923 Домашній чемпіонат Великої Британії |            |
| 12 квітня 1924    | «Вемблі» (I), Лондон                  | 1–1       | 1924 Домашній чемпіонат Великої Британії |            |
| 4 квітня 1925     | «Гемпден-Парк», Глазго                | 2–0       | 1925 Домашній чемпіонат Великої Британії |            |
| 17 квітня 1926    | Олд-Траффорд, Манчестер               | 1–0       | 1926 Домашній чемпіонат Великої Британії |            |
| 2 квітня 1927     | «Гемпден-Парк», Глазго                | 1–2       | 1927 Домашній чемпіонат Великої Британії |            |
| 31 березня 1928   | «Вемблі» (I), Лондон                  | 5–1       | 1928 Домашній чемпіонат Великої Британії |            |
| 13 квітня 1929    | «Гемпден-Парк», Глазго                | 1–0       | 1929 Домашній чемпіонат Великої Британії |            |
| 5 квітня 1930     | «Вемблі» (I), Лондон                  | 2–5       | 1930 Домашній чемпіонат Великої Британії |            |
| 28 березня 1931   | «Гемпден-Парк», Глазго                | 2–0       | 1931 Домашній чемпіонат Великої Британії |            |
| 9 квітня 1932     | «Вемблі» (I), Лондон                  | 0–3       | 1932 Домашній чемпіонат Великої Британії |            |
| 1 квітня 1933     | «Гемпден-Парк», Глазго                | 2–1       | 1933 Домашній чемпіонат Великої Британії |            |
| 14 квітня 1934    | «Вемблі» (I), Лондон                  | 0–3       | 1934 Домашній чемпіонат Великої Британії |            |
| 6 квітня 1935     | «Гемпден-Парк», Глазго                | 2–0       | 1935 Домашній чемпіонат Великої Британії |            |
| 4 квітня 1936     | «Вемблі» (I), Лондон                  | 1–1       | 1936 Домашній чемпіонат Великої Британії |            |
| 17 квітня 1937    | «Гемпден-Парк», Глазго                | 3–1       | 1937 Домашній чемпіонат Великої Британії |            |
| 9 квітня 1938     | «Вемблі» (I), Лондон                  | 1–0       | 1938 Домашній чемпіонат Великої Британії |            |
| 15 квітня 1939    | «Гемпден-Парк», Глазго                | 1–2       | 1939 Домашній чемпіонат Великої Британії | [ note 3 ] |
| 12 квітня 1947    | «Вемблі» (I), Лондон                  | 1–1       | 1947 Домашній чемпіонат Великої Британії | [ note 3 ] |
| 10 квітня 1948    | «Гемпден-Парк», Глазго                | 0–2       | 1948 Домашній чемпіонат Великої Британії |            |
| 9 квітня 1949     | «Вемблі» (I), Лондон                  | 3–1       | 1949 Домашній чемпіонат Великої Британії |            |
| 15 квітня 1950    | «Гемпден-Парк», Глазго                | 0–1       | 1950 Домашній чемпіонат Великої Британії | [ note 4 ] |
| 14 квітня 1951    | «Вемблі» (I), Лондон                  | 3–2       | 1951 Домашній чемпіонат Великої Британії |            |
| 5 квітня 1952     | «Гемпден-Парк», Глазго                | 1–2       | 1952 Домашній чемпіонат Великої Британії |            |
| 18 квітня 1953    | «Вемблі» (I), Лондон                  | 2–2       | 1953 Домашній чемпіонат Великої Британії |            |
| 3 квітня 1954     | «Гемпден-Парк», Глазго                | 2–4       | 1954 Домашній чемпіонат Великої Британії | [ note 5 ] |
| 2 квітня 1955     | «Вемблі» (I), Лондон                  | 2–7       | 1955 Домашній чемпіонат Великої Британії |            |
| 14 квітня 1956    | «Гемпден-Парк», Глазго                | 1–1       | 1956 Домашній чемпіонат Великої Британії |            |
| 6 квітня 1957     | «Вемблі» (I), Лондон                  | 1–2       | 1957 Домашній чемпіонат Великої Британії |            |
| 19 квітня 1958    | «Гемпден-Парк», Глазго                | 0–4       | 1958 Домашній чемпіонат Великої Британії |            |
| 11 квітня 1959    | «Вемблі» (I), Лондон                  | 0–1       | 1959 Домашній чемпіонат Великої Британії |            |
| 9 квітня 1960     | «Гемпден-Парк», Глазго                | 1–1       | 1960 Домашній чемпіонат Великої Британії |            |
| 15 квітня 1961    | «Вемблі» (I), Лондон                  | 3–9       | 1961 Домашній чемпіонат Великої Британії |            |
| 14 квітня 1962    | «Гемпден-Парк», Глазго                | 2–0       | 1962 Домашній чемпіонат Великої Британії |            |
| 6 квітня 1963     | «Вемблі» (I), Лондон                  | 2–1       | 1963 Домашній чемпіонат Великої Британії |            |
| 11 квітня 1964    | «Гемпден-Парк», Глазго                | 1–0       | 1964 Домашній чемпіонат Великої Британії |            |
| 10 квітня 1965    | «Вемблі» (I), Лондон                  | 2–2       | 1965 Домашній чемпіонат Великої Британії |            |
| 2 квітня 1966     | «Гемпден-Парк», Глазго                | 3–4       | 1966 Домашній чемпіонат Великої Британії |            |
| 15 квітня 1967    | «Вемблі» (I), Лондон                  | 3–2       | 1967 Домашній чемпіонат Великої Британії | [ note 6 ] |
| 24 лютого 1968    | «Гемпден-Парк», Глазго                | 1–1       | 1968 Домашній чемпіонат Великої Британії | [ note 6 ] |
| 10 травня 1969    | «Вемблі» (I), Лондон                  | 1–4       | 1969 Домашній чемпіонат Великої Британії |            |
| 25 квітня 1970    | «Гемпден-Парк», Глазго                | 0–0       | 1970 Домашній чемпіонат Великої Британії | [ note 7 ] |
| 22 травня 1971    | «Вемблі» (I), Лондон                  | 1–3       | 1971 Домашній чемпіонат Великої Британії |            |
| 27 травня 1972    | «Гемпден-Парк», Глазго                | 0–1       | 1972 Домашній чемпіонат Великої Британії |            |
| 14 лютого 1973    | «Гемпден-Парк», Глазго                | 0–5       | Товариський матч                         | [ note 8 ] |
| 19 травня 1973    | «Вемблі» (I), Лондон                  | 0–1       | 1973 Домашній чемпіонат Великої Британії |            |
| 18 травня 1974    | «Гемпден-Парк», Глазго                | 2–0       | 1974 Домашній чемпіонат Великої Британії |            |
| 24 травня 1975    | «Вемблі» (I), Лондон                  | 1–5       | 1975 Домашній чемпіонат Великої Британії |            |
| 15 травня 1976    | «Гемпден-Парк», Глазго                | 2–1       | 1976 Домашній чемпіонат Великої Британії |            |
| 4 червня 1977     | «Вемблі» (I), Лондон                  | 2–1       | 1977 Домашній чемпіонат Великої Британії |            |
| 20 травня 1978    | «Гемпден-Парк», Глазго                | 0–1       | 1978 Домашній чемпіонат Великої Британії |            |
| 26 травня 1979    | «Вемблі» (I), Лондон                  | 1–3       | 1979 Домашній чемпіонат Великої Британії |            |
| 24 травня 1980    | «Гемпден-Парк», Глазго                | 0–2       | 1980 Домашній чемпіонат Великої Британії |            |
| 23 травня 1981    | «Вемблі» (I), Лондон                  | 1–0       | 1981 Домашній чемпіонат Великої Британії |            |
| 29 травня 1982    | «Гемпден-Парк», Глазго                | 0–1       | 1982 Домашній чемпіонат Великої Британії |            |
| 1 червня 1983     | «Вемблі» (I), Лондон                  | 0–2       | 1983 Домашній чемпіонат Великої Британії |            |
| 26 травня 1984    | «Гемпден-Парк», Глазго                | 1–1       | 1984 Домашній чемпіонат Великої Британії |            |
| 25 травня 1985    | «Гемпден-Парк», Глазго                | 1–0       | 1985 Кубок Роуза                         |            |
| 23 квітня 1986    | «Вемблі» (I), Лондон                  | 1–2       | 1986 Кубок Роуза                         |            |
| 23 травня 1987    | «Гемпден-Парк», Глазго                | 0–0       | 1987 Кубок Роуза                         |            |
| 21 травня 1988    | «Вемблі» (I), Лондон                  | 0–1       | 1988 Кубок Роуза                         |            |
| 27 травня 1989    | «Гемпден-Парк», Глазго                | 0–2       | 1989 Кубок Роуза                         |            |
| 15 червня 1996    | «Вемблі» (I), Лондон                  | 0–2       | Євро-1996                                |            |
| 13 листопада 1999 | «Гемпден-Парк», Глазго                | 0–2       | Відбір на Євро-2000                      |            |
| 17 листопада 1999 | «Вемблі» (I), Лондон                  | 1–0       | Відбір на Євро-2000                      |            |
| 14 серпня 2013    | «Вемблі», Лондон                      | 2–3       | Товариський матч                         | [ note 9 ] |
| 18 листопада 2014 | «Селтік-парк», Глазго                 | 1–3       | Товариський матч                         |            |
| 11 листопада 2016 | «Вемблі», Лондон                      | 0–3       | Відбір на ЧС-2018                        |            |
| 10 червня 2017    | «Гемпден-Парк», Глазго                | 2–2       | Відбір на ЧС-2018                        |            |
| 18 червня 2021    | «Вемблі», Лондон                      | 0–0       | Євро-2020                                |            |
| 12 верасня 2023   | «Гемпден-Парк», Глазго                | 1–3       | Товариський матч                         |            |

## Клубний рівень
Окрім суперництва між національними командами, англійські та шотландські клубні команди також неодноразово зустрічалися в різних європейських клубних змаганнях. ЗМІ часто описують ці матчі як «битву за Британію», незалежно від клубів. Матчі між англійськими та шотландськими клубами наприкінці 19-го століття були великими подіями, такими як зустріч у 1895 році чемпіонів англійської ліги «Сандерленда» та шотландської ліги «Гартса», яка отримала назву Championship of the World.
Найважливішою зустріччю на клубному рівні став матч «Селтіка» і «Лідс Юнайтед» у півфіналі Кубка європейських чемпіонів 1969/70 років, який став першим змаганням, яке в народі назвали «битвою за Британію». «Селтік» виграв перший матч на «Елленд-Роуд» з рахунком 1:0, а матч-відповідь відбувся на «Гемпден-Парку», оскільки він міг вмістити більше глядачів, ніж «Селтік Парк». Біллі Бремнер першим забив гол, зрівнявши загальний рахунок, але «Селтік» виграв матч з рахунком 2:1 і вийшов до фіналу.
Згодом були інші знакові протистояння: «Рейнджерс» переміг «Лідс Юнайтед» вдома і на виїзді, вийшовши у перший груповий етап Ліги чемпіонів у сезоні 1992/93, «Селтік» програв «Ліверпулю» за правилом про голи на виїзді в Кубку УЄФА 1997/98 років, але пройшов «Блекберн Роверс» і «Ліверпуль», діставшись до фіналу Кубка УЄФА 2003 року. «Селтік» і «Манчестер Юнайтед» двічі грали разом у груповій фазі Ліги чемпіонів у 2006/07 та 2008/09, тоді як «Арсенал» переміг «Селтік» 5:1 за сумою двох матчів у кваліфікації сезону 2009/10.
До 2007 року шотландські клуби мали перевагу в зустрічах з англійськими клубами, вигравши 13 і програвши 12 з 37 матчів. З 2007 року англійські клуби не програвали в цих матчах. Після нульової нічиї між «Манчестер Юнайтед» та «Рейнджерс» у Лізі чемпіонів 2010/11 років репортер The Daily Telegraph Родді Форсайт зазначив, що зростаюча фінансова диспропорція між двома лігами була відображена через низьку кількість відвідувачів на «Олд Траффорд», захисну тактику, яку використовували «Рейнджерс», і ослаблений склад Юнайтед. «Гартс» зазнав рекордної поразки 0:5 від «Тоттенгема» в Лізі Європи 2011/12, а наступного сезону знову вилетів з турніру від англійської команди, на цей раз від «Ліверпуля» (0:1, 1:1) Остання на 2022 рік зустріч клубів з двох країн відбулася між «Абердином» та «Бернлі» в кваліфікації Ліги Європи УЄФА 2018/19.
Також було проведено ряд інших змагань між англійськими та шотландськими клубами. До початку європейських змагань у 1955 році. Так був організований Кубок коронації у 1953 році на честь коронації королеви Єлизавети II. Чотири найкращі клуби з кожної країни брали участь у турнірі на вибування, де «Селтік» і «Гіберніан» перемогли по два англійські клуби, щоб вийти у фінал, який «Селтік» виграв на «Гемпдені» з рахунком 2:0. Подібне змагання під назвою Empire Exhibition Trophy було проведено в 1938 році, коли «Селтік» переміг «Евертон» з рахунком 1:0 у фіналі на «Айброксі». Ще в 1902 році був організований Кубок британської ліги з чотирьох команд, і «Рейнджерс», і «Селтік» перемогли своїх англійських суперників, вийшовши у фінал.
У 1970-х роках американський нафтовий гігант Texaco спонсорував Texaco Cup, який був змаганням для клубів, що не пройшли кваліфікацію до основних європейських змагань. Однак незабаром інтерес до змагань ослаб, і Texaco відмовився від спонсорства після сезону 1974/75. Змагання тривали кілька років у формі Англо-шотландського кубка, але були припинені в 1981 році.

## Гравці та тренери

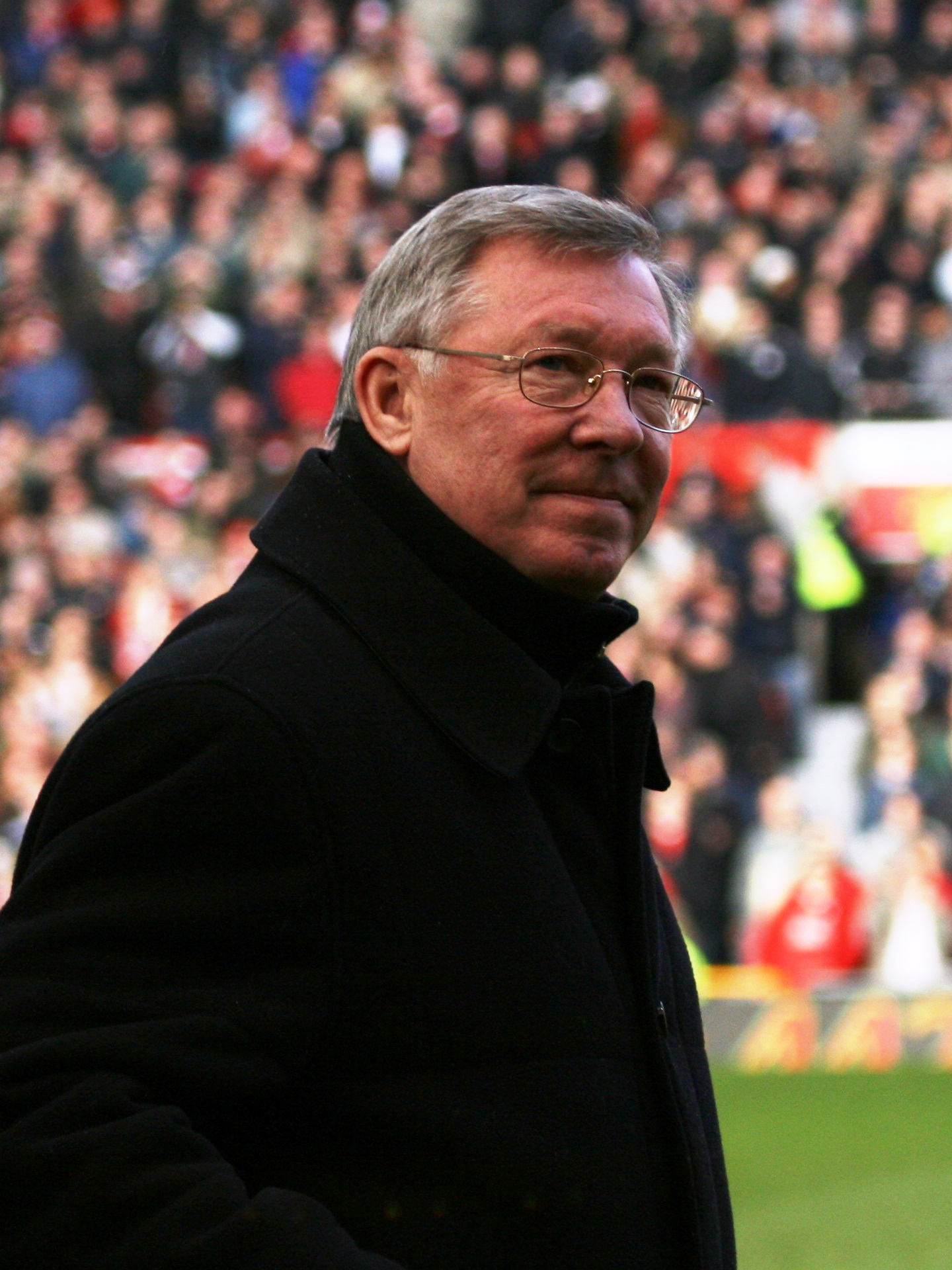
Сер Алекс Фергюсон, тренер «Манчестер Юнайтед» з 1986 по 2013 рік.

Суперництво між двома націями не завадило їхнім громадянам грати у внутрішніх лігах один одного. Історично склалося так, що шотландські гравці грали в багатшій англійській лізі, хоча багато англійських гравців також грали в Шотландії.
Багато великих англійських команд було побудовано навколо шотландських гравців. У 1961 році команда «Тоттенгем Готспурс», яка виграла «золотий дубль» включала Білла Брауна, Дейва Макая та Джона Вайта. Деніс Лоу є другим найкращим бомбардиром в історії «Манчестер Юнайтед». Великі команди «Ліверпуля» 1970-х і 1980-х були побудовані навколо Кенні Далгліша, Грема Сунесса та Алана Гансена, тоді як у команду «Ноттінгем Форест», яка двічі поспіль була володарем Кубка європейських чемпіонів, входили Арчі Джеммілл, Джон Макговерн, Джон Робертсон та футболіст року за версією АФЖ Кенні Бернс. Велика команда «Лідс Юнайтед» 1960-х і 1970-х років включала кількох видатних шотландських гравців, таких як Біллі Бремнер, Пітер Лорімер та Едді Грей. «Манчестер Юнайтед» і «Ліверпуль» стали найуспішнішими клубами в англійському футболі, багато в чому завдяки зусиллям шотландських тренерів Метта Басбі та Білла Шенклі відповідно.
Останнім часом потік шотландських гравців до великих англійських клубів припинився, оскільки збірна Шотландії стала менш конкурентоспроможною на міжнародному рівні, а англійська Прем'єр-ліга приваблювала зірок з усього світу, а не лише з Британських островів. На відміну від цієї нестачі гравців, шотландський менеджер Алекс Фергюсон домінував у Прем'єр-лізі з «Манчестер Юнайтед» до своєї відставки в 2013 році. У 2010 році Фергюсон стверджував, що він відхилив пропозицію FA очолити збірну Англії, частково тому, що це було б «великим недоліком» для будь-якого шотландця керувати Англією. Англійські менеджери також працювали в шотландських клубах, а Джон Барнс і Тоні Моубрей короткі періоди керували «Селтіком».
Відомих англійських гравців, які грали в Шотландії, стало менше. Джо Бейкер був першим гравцем, який грав за збірну Англії, але не грав у Футбольній лізі, але це був поодинокий приклад, оскільки він грав у той час, коли гравцеві дозволялося грати лише за країну його народження. Згодом ці правила були пом'якшені, і тепер синам або навіть онукам шотландців дозволено грати за Шотландію. В результаті деякі футболісти, народжені в Англії, грали в Шотландії та за неї, зокрема Енді Горам і Стюарт Макколл.
Наприкінці 1980-х років відбувся приплив англійських гравців до шотландської ліги після того, як англійські клуби були відсторонені від європейських змагань через катастрофу на «Ейзелі». Видатні гравці Англії, включаючи Террі Батчера, Тревора Стівена, Гері Стівенса, Кріса Вудса та Марка Гейтлі, перейшли в «Рейнджерс». За цей час «Рейнджерс» мав більший бюджет, ніж «Манчестер Юнайтед», і тому міг запропонувати зарплату, яка могла б порівнятися навіть з найбільшими англійськими клубами. Однак з моменту створення англійської Прем'єр-ліги англійські клуби стали багатшими за «Рейнджерс» і «Селтік» і за останні роки в Шотландії не грав жоден видатний англійський збірник, хоча Кріс Саттон і Алан Томпсон відіграли значну роль у виході «Селтіка» до фіналу Кубка УЄФА 2003 року. Останнім гравцем, який грав зі збірну Англії під час виступів в Шотландії, був воротар «Селтіка» Фрейзер Форстер.

## Вболівальники
Суперництво також проявляється в тому, що багато шотландців підтримують суперників Англії і навпаки, незважаючи на те, що Англія і Шотландія є країнами Сполученого Королівства. Чи варто шотландцям вболівати за Англію проти інших національних збірних, зазвичай є предметом гострих дискусій. Деякі вболівальники Шотландії співають: «Вставай, якщо ти ненавидиш Англію» (англ. Stand up if you hate England) і «Якщо ти ненавидиш бісових англійців, плескай у долоні» (англ. If you hate the fucking English, clap your hands), в той час як деякі англійські вболівальники відповідають на ці кричалки своїми: «Вставай, якщо ненавидиш Шотландію» (англ. Stand up if you hate Scotland)" і «Я вважаю за краще бути циганом, ніж шотландцем» (англ. I'd rather be a Paki than a Jock). Проте феномен, коли шотландці бажають Англії успіхів на міжнародних турнірах, є відомим: опитування напередодні чемпіонату світу 2002 року показало, що кожен третій шотландець мав намір підтримати Англію, тоді як лише кожен шостий мав намір підтримати суперників Англії.. Опитування перед ЧС-2010 виявило більш рівномірний розподіл: по 24 % на кожну сторону/ Найбільша група в обох опитуваннях не висловила свою думку.

## Виноски
1. ↑  Спочатку матч пройшов 5 квітня 1902 на «Айброксі», але через руйнування частини стадіону, через яке загинуло 25 людей, гру було переграно
2. 1 2  Матчі у 1915—1919 роках не проходили через Першу світову війну. Натомість було зіграно чотири неофіційні воєнні гри у цей період.
3. 1 2  Щорічний матч був призупинений між 1940 і 1946 роками через Другу світову війну. Протягом цього періоду було зіграно 16 неофіційних міжнародних матчів військового часу, а потім неофіційний міжнародний турнір у 1946 році як збір коштів на катастрофу в Бернден-парку.
4. ↑  Матч також був частиною відбору на чемпіонат світу 1950 року.
5. ↑  Матч також був частиною відбору на чемпіонат світу 1954 року.
6. 1 2  Матч також був частиною відбору на чемпіонат Європи 1968 року.
7. ↑  Перший безгольовий мат між збірними за останній 98 років
8. ↑  Товариський матч на честь століття Шотландської футбольної асоціації.
9. ↑  Товариський матч на честь 150-річчя Футбольної асоціації.